# Batalla del Vesuvi
La batalla del Vesuvi va tenir lloc al 340 aC, durant l'anomenada Guerra llatina, entre l'exèrcit romà sota el comandament de Publi Deci Mus i Tit Manli Imperiós Torquat i els llatins i els seus aliats.

## Batalla
La batalla va tenir lloc a prop del Mont Vesuvi, no gaire lluny de la ciutat de Neàpolis. Els romans van avançar per enfrontar-se als llatins amb Manli dirigint l'ala dreta i Deci l'esquerra. L'equilibri inicial entre les forces en combat es va trencar quan els hastats romans, incapaços de resistir la pressió dels llatins, es van haver de refugiar entre els principes. Publi Deci, veient la situació perduda, va fer una invocació als déus ctònics i es va oferir com a víctima a canvi de la victòria en un ritual anomenat devotio. Titus Livi reprodueix la fórmula del jurament que el cònsol va fer, tot dient que era la forma habitual del ritus. Explica que Deci va invocar Janus, Júpiter, Quirí, Bel·lona, els Lars, els Novensilis, els déus Indigetes, "als que nosaltres i els nostres enemics estem sotmesos", va invocar també els Manes i va demanar la força necessària per a aterrir i matar els enemics. Va oferir les legions als Manes i a la Terra, perquè vetllessin per la república del poble romà i dels quirites, per l'exèrcit, per les legions i per les tropes auxiliars del poble romà dels quirites. També va demanar per les tropes auxiliars de l'enemic i per ell mateix.
Llavors va muntar el seu cavall amb les armes a la mà i es va llançar enmig dels enemics, provocant una gran confusió entre les files dels llatins, fins que va caure mort per un núvol de fletxes. Els romans, veient el seu exemple, van recuperar el coratge, i els soldats que havien retrocedit es van unir a les primeres files i els triaris aguantaven fermament, agenollats, esperant l'ordre de batalla. La batalla va seguir, i en alguns llocs els llatins milloraven posicions. Tit Manli va situar en ordre de batalla als accens, les tropes de reserva, mantenint els triaris quiets i agenollats. Els llatins van creure que Manli havia llançat a l'atac a totes les seves tropes, i van ordenar a les seves forces que fessin el mateix, però amb prou feines van poder rebutjar les tropes de reserva romanes. Van seguir en el seu atac convençuts d'haver enfonsat l'ala enemiga, i llavors Manli va donar ordre als triaris d'atacar. Titus Livi diu que els va fer una arenga on va dir que lluitessin per la pàtria, els pares, les dones i els fills, i per Publi Deci Mus, el cònsol caigut a la lluita.
Altres autors, com Joan Zonaràs diuen que Publi Deci Mus va morir a mans d'un soldat romà i després va ser consagrat com a víctima.